# Низинка
Низинка — деревня в Рыбинском районе Красноярского края России. Входит в состав Бородинского сельсовета.

## История
В 1976 г. Указом Президиума ВС РСФСР деревня подсобного хозяйства Бородинского совхоза переименована в деревню Низинка.

## Население
| 2010 |
| ---- |
| 102  |